# Kărnalovo
Kărnalovo (bulgariska: Кърналово) är ett distrikt i Bulgarien.   Det ligger i kommunen Obsjtina Petritj och regionen Blagoevgrad, i den sydvästra delen av landet, 140 km söder om huvudstaden Sofia.